# 伦顿站
伦顿站（英語：Renton railway station）是一個位於蘇格蘭西敦巴頓郡伦顿的鐵路站，由阿貝里奧蘇格蘭鐵路管理，服務路線為北克萊德線。

## 歷史
車站在1850年7月15日由加里東和敦巴頓郡交匯鐵路啟用，為鲍灵站至巴勒赫中央站之間的中途站。1858年格拉斯哥，敦巴頓和敦海倫斯堡鐵路通車後，車站路線延伸至格拉斯哥。此前往格拉斯哥的旅客需在鲍灵乘搭蒸汽船南下。格拉斯哥，和敦海倫斯堡鐵路後來成為北不列顛鐵路的一部份，但1896年起由與加里東鐵路聯合管理，變成敦巴頓和巴勒赫交匯鐵路。車站路線原本是雙軌，但1986年起改為單軌，因此車站只有一個月台。

## 服務
每天每隔半小時便有一班列車南行往格拉斯哥皇后街站（星期一至六）或格拉斯哥中央車站（星期日），而北行則往巴勒赫站。星期一至六，列車會在格拉斯哥繼續開往埃爾德里站，星期日則每小時各一班開往拉克霍尔站或马瑟韦尔站途經威夫利特站。